# José Francisco Grao García
 José Francisco Grao García (Orihuela, 6 maart 1978), beter bekend onder de roepnaam "Pato"  is een Spaanse trainer. Als voetballer kende hij maar een bescheiden carrière  bij kleinere lokale ploegen. 
Zijn carrière als trainer startte hij bij de jeugdploegen van zijn geboortestad Orihuela.  Achteraf trainde hij de B-ploeg, waarna hij tijdens twee seizoenen het eerste elftal van Orihuela CF, een ploeg uit de Segunda División B, onder zijn hoede had.  Hij behaalde respectievelijk een zevende en vierde plaats, waardoor hij in het tweede seizoen mocht participeren aan de eindronde.  De promotie werd echter niet behaald.
Zijn eerste grote uitdaging vond hij vanaf het seizoen 2012-2013 bij FC Cartagena.  De club had het vorige seizoen onder drie trainers, waarvan de laatste Juan Carlos Ríos Vidal, zijn plaats in de Segunda División A verloren.  Pato moest ervoor zorgen dat de ploeg uit de havenstad deze plaats onmiddellijk zou terug winnen.  Hij startte heel goed met zes opeenvolgende overwinningen en met enkel de onmiddellijke uitschakeling in de beker als klein negatief punt.  Maar toen van de tien daaropvolgende wedstrijden slechts 2 gewonnen werden en 3 gelijkgespeeld, werd Pato op dinsdag 11 december ontslagen en onmiddellijk vervangen door José Rojo Martín, beter bekend onder de roepnaam "Pacheta".
Hij bleef werkloos tot hij op 17 januari 2014 een contract tekende bij Arroyo CP, een ploeg uit de Segunda División B en reeksgenoot van zijn gewezen ploeg uit Cartagena.  Bij zijn aankomst telde de ploeg na eenentwintig wedstrijden tweeëntwintig punten en stond zo op de veertiende plaats.  Hij kon de ploeg op deze plaats behouden en redde zo de ploeg.  Om deze reden werd zijn contract verlengd tot het seizoen 2014-2015.  Het werd weer een gevecht tegen de degradatie, met dit verschil dat het deze keer verloren ging.  De ploeg eindigde op een achttiende plaats en kon zo de degradatie niet afwenden.  Om deze reden werd zijn contract deze keer niet verlengd.
Na een seizoen van inactiviteit vond hij tijdens het seizoen 2016-2017 onderdak bij La Roda CF, een andere ploeg uit de Segunda División B.  Toen de ploeg haar verblijf in de reeks niet kon verlengen, kwam er een einde aan de samenwerking.
Tijdens het seizoen 2017-2018 vond hij onderdak bij reeksgenoot FC Jumilla.  Toen de ploeg na drieëndertig wedstrijden op de achttiende plaats stond en dus bedreigd werd met degredatie werd hij ontslagen.